# Carver (Minnesota)
Carver – miasto w Stanach Zjednoczonych, w stanie Minnesota, w hrabstwie Carver.